# John O'Neill

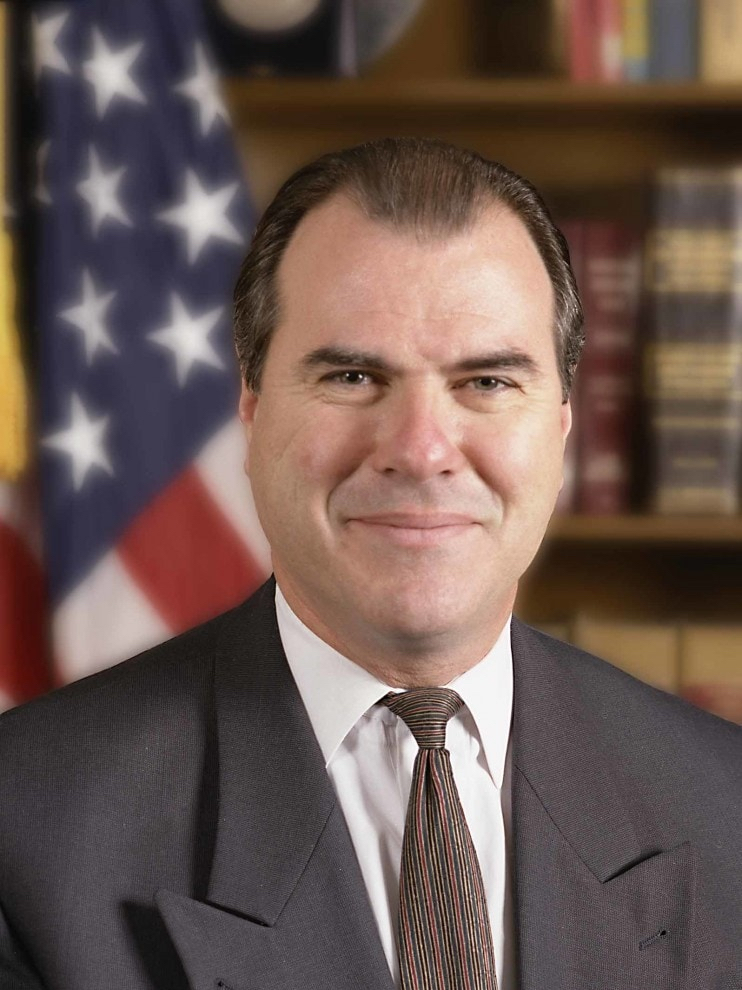
John P. O'Neill

John Patrick O'Neill (6 februari 1952 – 11 september 2001) was een Amerikaans topdeskundige op het gebied van antiterreurbeleid. Hij werkte bij de Counterterrorism Office van de FBI in New York, waar hij onder meer onderzoek deed naar de explosie van TWA 800 in 1996 en naar Osama bin Laden. Hij bekwaamde zich in islamitisch terrorisme. Enkele dagen voor de aanslagen van 11 september 2001 werd hij hoofd Veiligheid van het World Trade Center. De aanslag op de Twin Towers heeft hij niet overleefd.

## Begin FBI-loopbaan
O'Neill werd agent voor de FBI in 1976 en hield zich in de jaren erna bezig met witteboordencriminaliteit, georganiseerde misdaad en (in Washington) contraspionage. Na een periode in Chicago, waar hij verschillende taskforces leidde (onder meer naar de aanslagen op abortusklineken), werd hij in 1995 chef van de antiterreurafdeling van de FBI in Washington. Vanaf de eerste dag spande hij zich in om informatie te krijgen over Ramzi Yousef, een van de planners van de aanslag op het World Trade Center in 1993. Yousef werd gepakt in Pakistan en uitgeleverd. Daarna hield hij zich voortdurend bezig met het islamitische terrorisme. Hij onderzocht de aanslag op de Khobar Towers in Saoedi-Arabië in 1996. In 1996 en 1997 waarschuwde hij dat de tegenwoordige terroristengroepen niet meer ondersteund worden door regimes, maar opereren als cellen, ook op het grondgebied van Amerika. Ook waarschuwde hij voor fundamentalistische oorlogsveteranen uit Afghanistan, die na de oorlog terugkeerden naar hun land van herkomst.

## FBI in New York
Begin 1997 verhuisde hij naar New York, waar hij belast werd met antiterreur en de nationale veiligheid en de leiding kreeg over 350 man. In 1998 ging hij zich concentreren op Osama bin Laden en het terreurnetwerk Al Qaida en ontwikkelde zich gaandeweg tot de topdeskundige op dit gebied. In hetzelfde jaar vonden op de Amerikaanse ambassades in Nairobi en Dar Es Salaam bomaanslagen plaats. O'Neill lag niet goed bij sommige superieuren in Washington en het FBI-bureau in New York werd aanvankelijk buiten de onderzoeken hiernaar gelaten. Toen enkele FBI-medewerkers uit New York later toch plaatselijk werden ingezet, zat O'Neill daar niet bij. Door zijn stijl van optreden en enkele onhandige acties (hij verloor onder meer een aktetas met gevoelige informatie, later overigens teruggevonden) werd hij gepasseerd voor promoties. Hij leidde echter het onderzoek naar de aanslag op de USS Cole in Jemen, maar dat onderzoek hiernaar werd bemoeilijkt door de veiligheidssituatie in het land en een aanvaring met de ambassadeur ter plaats, Barbara Bodine. O'Neill ondervond moeilijkheden in zijn werk: zijn onderzoek naar Bin Laden en Al Qaida werd tegengewerkt door het Witte Huis, omdat de regering Bush geloofde in een deal met de Taliban over een oliepijpleiding. Door deze problemen en zijn gebrekkige carrièrekansen na het vertrek van FBI-directeur Louis Freeh stopte hij met zijn werk bij de FBI. Hij had zijn oog laten vallen op een baan bij het World Trade Center.

## World Trade Center
In september 2001 werd O'Neill door Jerome Hauer, managing director van Kroll Associates en een vriend van hem, aangesteld als hoofd Veiligheid op het World Trade Center. Tegen een vriend had hij het vermoeden geuit, dat de terroristen zouden terugkomen om de klus van 1993 af te maken. Een dag voor de aanslagen vertelde hij een voormalige Chief of Operations van de politie in New York dat er iets stond te gebeuren: "Ik neem een verandering waar, en ik denk dat er dingen gaan gebeuren." De dag van de aanslag op de Twin Towers was zijn eerste of tweede dag in die baan. Op 22 september werden zijn stoffelijke resten gevonden en later geïdentificeerd.

## Trivia
- In de tweedelige televisieserie The Path to 9-11 werd O'Neill gespeeld door Harvey Keitel.
- In zijn boek The Looming Tower over Al Qaida gaat Lawrence Wright gedetailleerd in op het werk, leven en de kennis van O'Neill.
- In 2018 verschijnt er een televisieserie van The Looming Tower met Jeff Daniels in de rol van John O'Neill.